# Jüdischer Friedhof Hiltrops Kamp

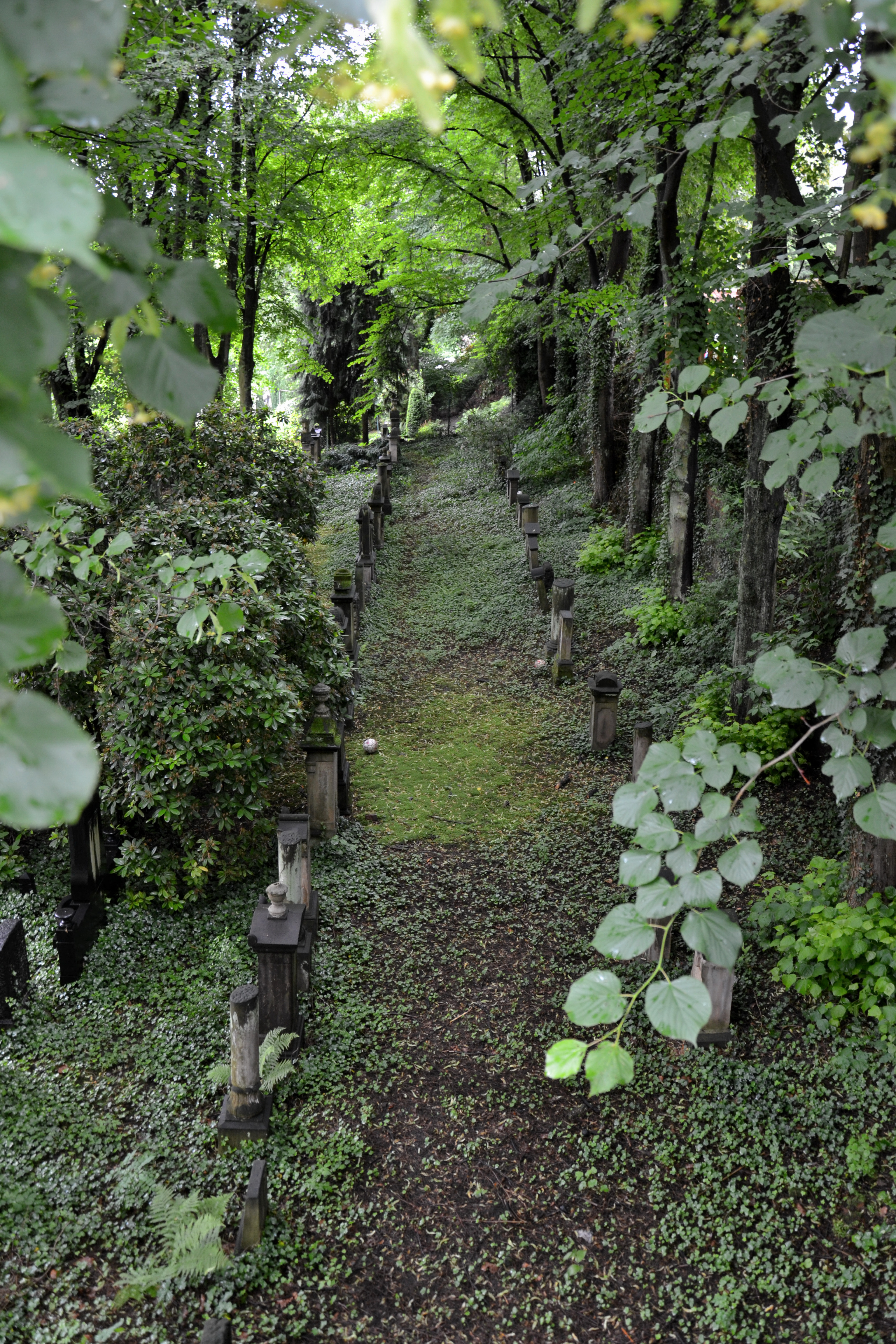
Jüdischer Friedhof Hiltrops Kamp

Der Jüdische Friedhof Hiltrops Kamp im Essener Stadtteil Steele ist ein jüdischer Friedhof in der Straße Hiltrops Kamp.

## Geschichte

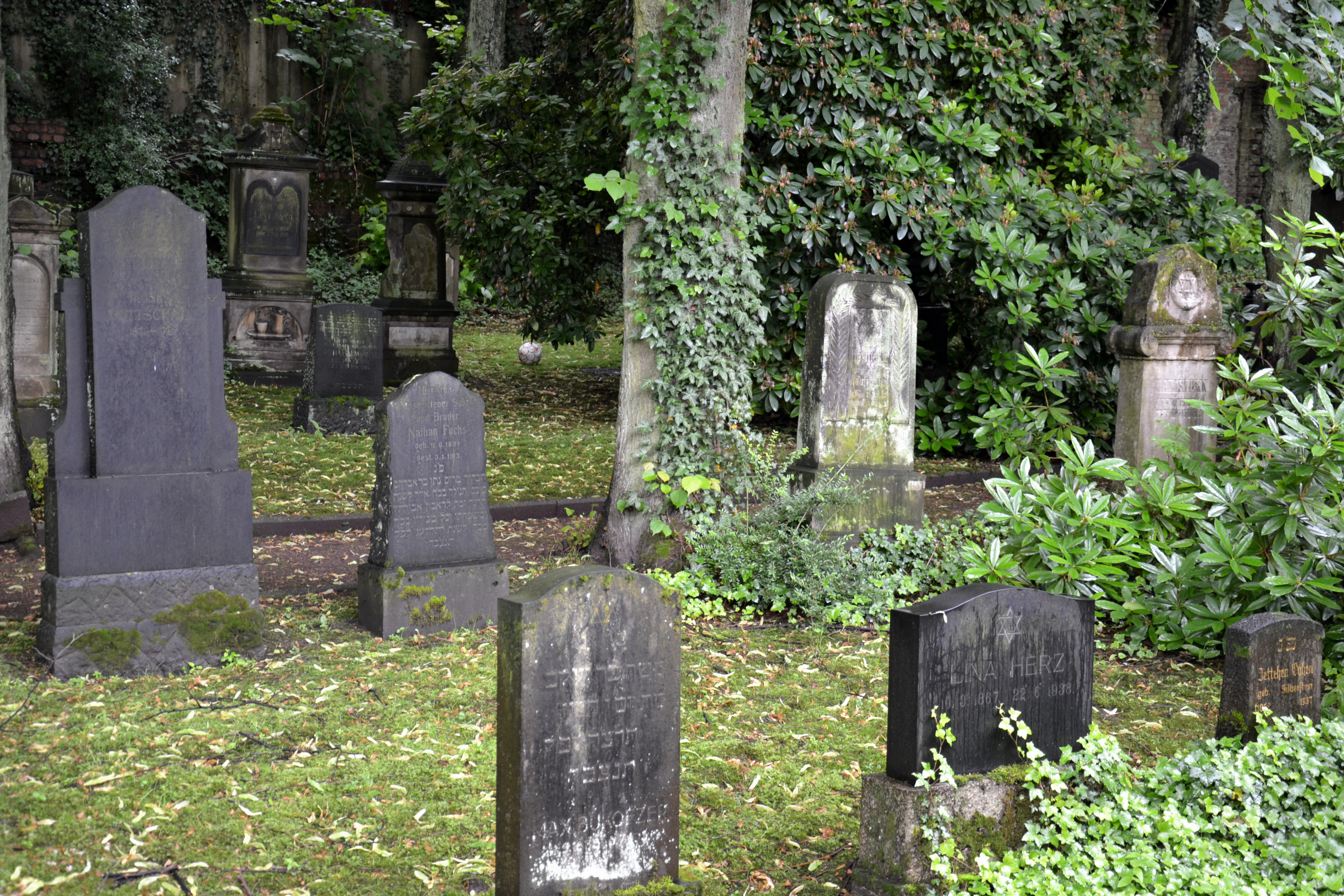
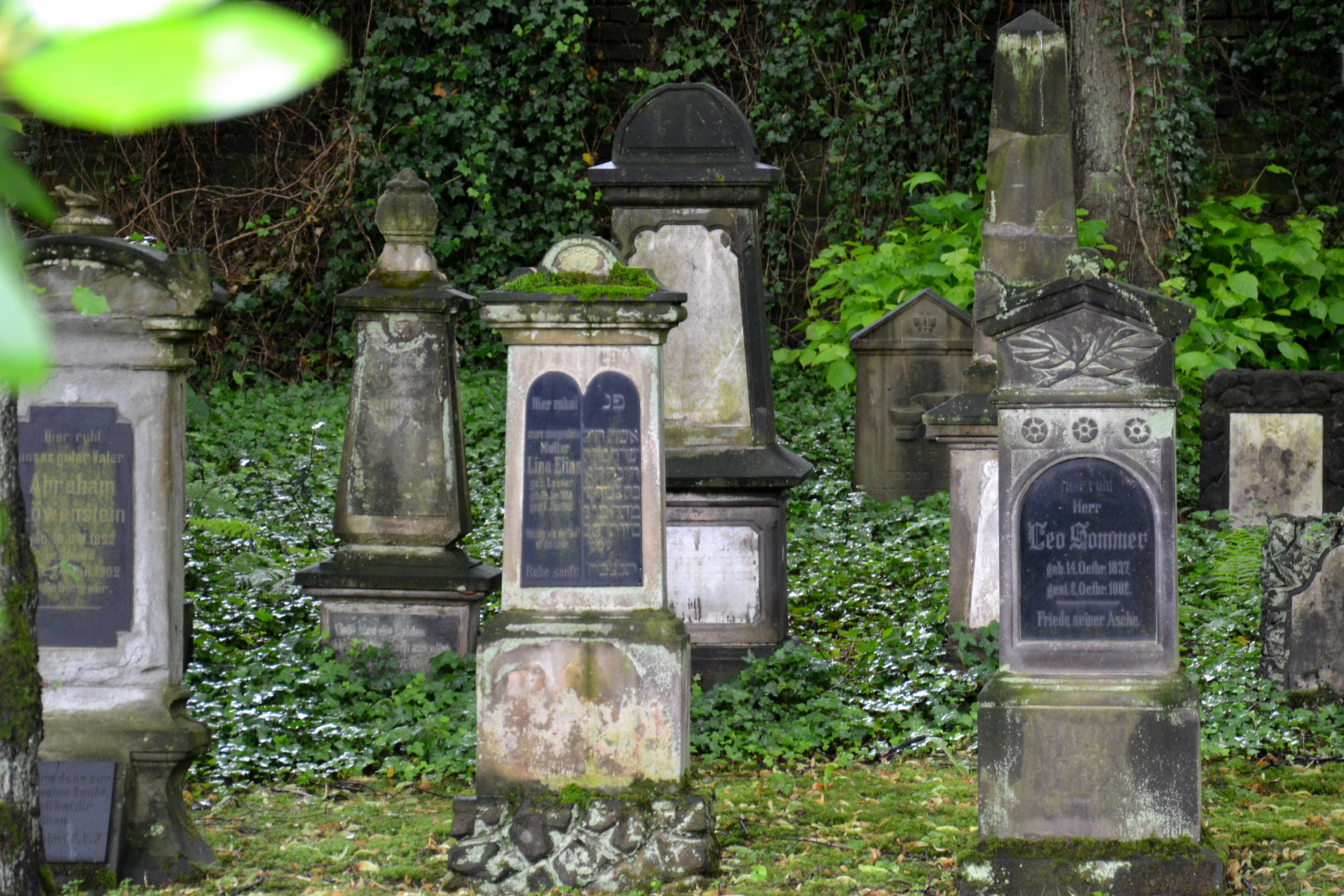
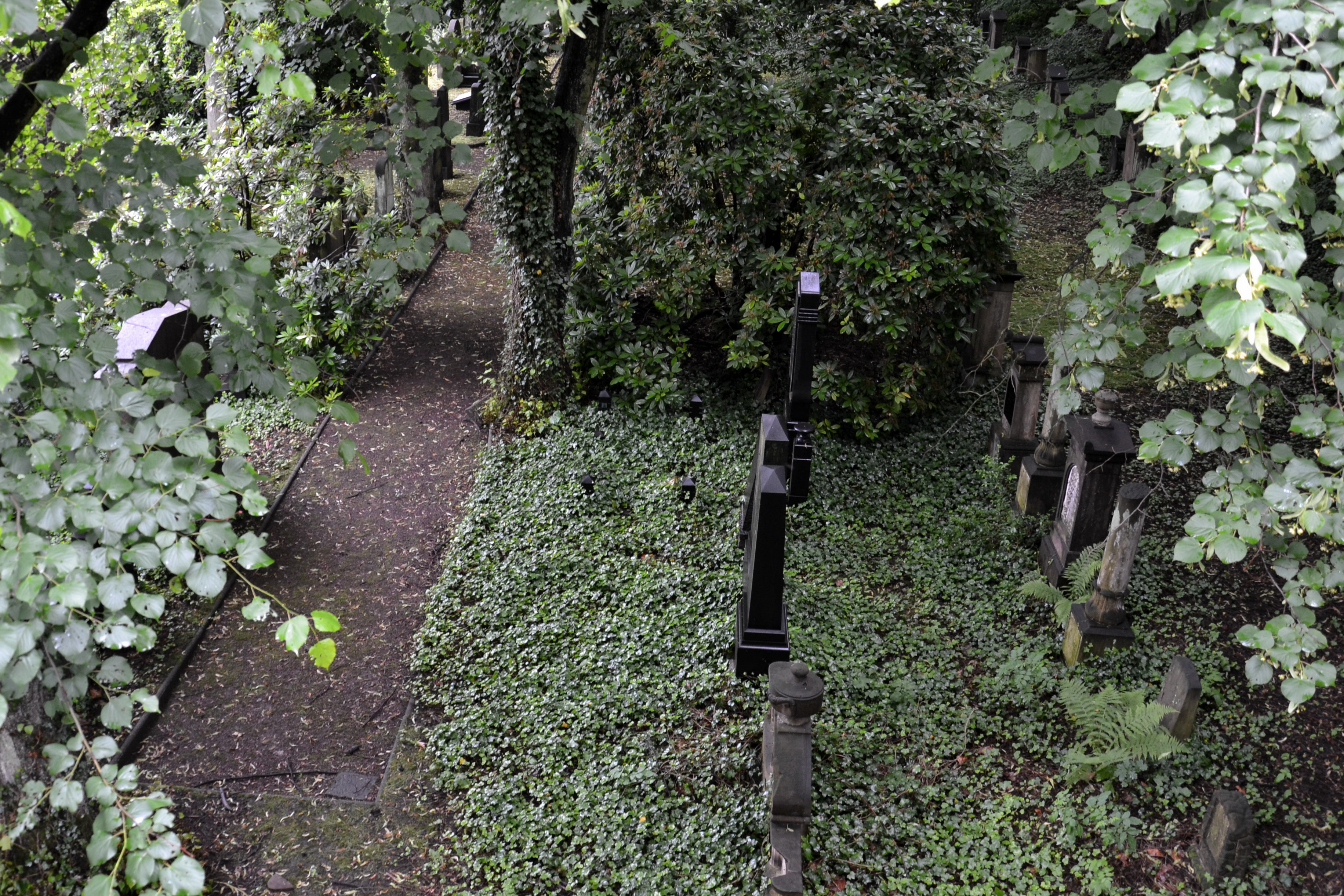
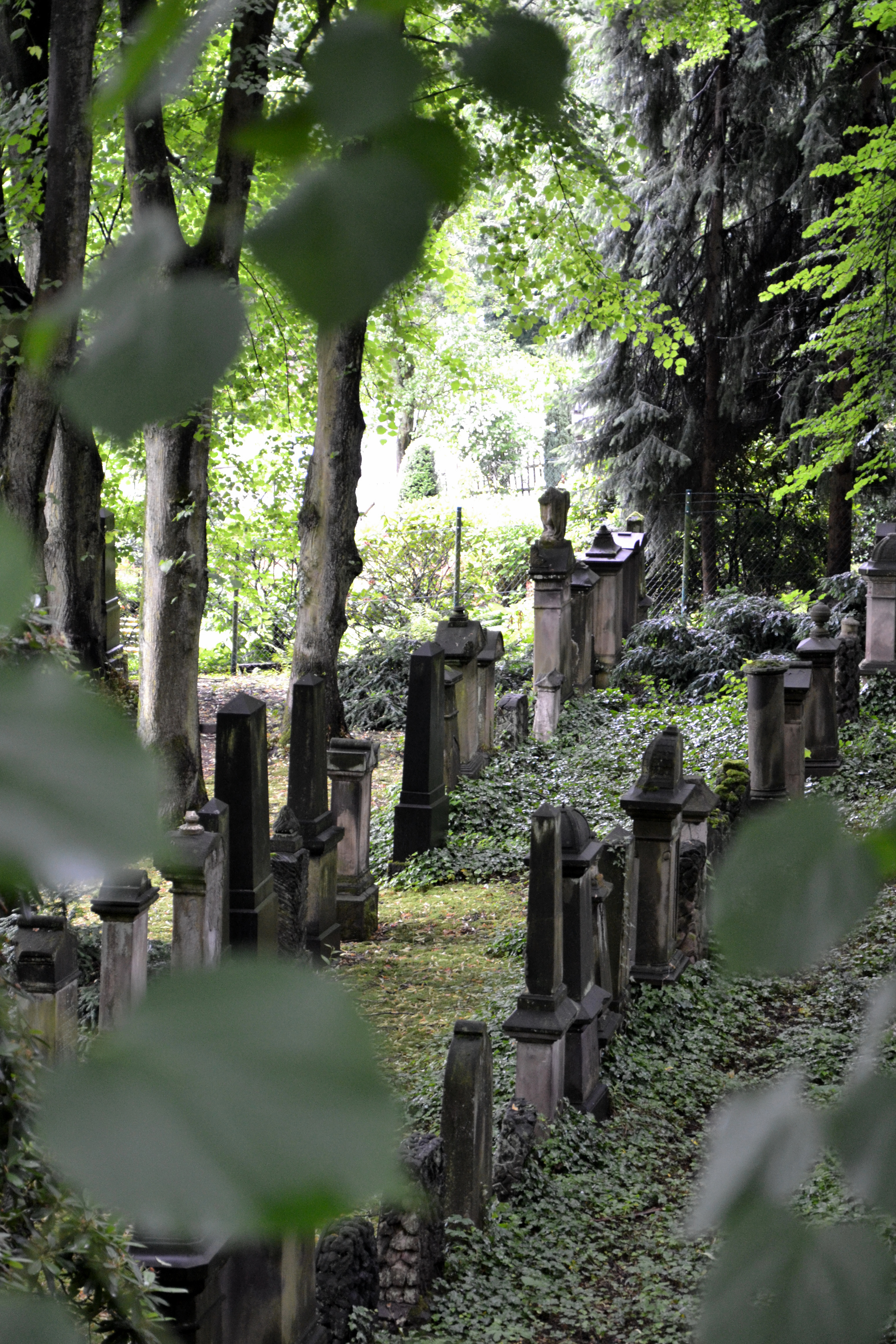

Die jüdische Gemeinde in Steele (Stadt und Land umfassend, dazu die in der Bürgermeisterei Rellinghausen, später auch die in Überruhr, Königssteele und Horst lebenden Juden) wuchs ab etwa 1800 langsam an. 1858 noch Filiale der Synagogengemeinde Essen, wurde die Gemeinde 1879 selbständig. Die Größe der Gemeinde belief sich 1822 auf 95, 1885 auf 174 und 1932 auf 140 Mitglieder. Eine Synagoge wird 1791 genannt, 1802 und 1883 erfolgten Neubauten. Die letztgenannte Steeler Synagoge wurde während der Novemberpogrome 1938 in Brand gesteckt und in Folge niedergelegt.
Der Friedhof Hiltrops Kamp ist der jüngere der beiden in Steele nachweisbaren jüdischen Friedhöfe, 1855 eingeweiht wurde er bis 1943 belegt (ein älterer Begräbnisplatz war der Jüdische Friedhof Am Knottenberg, wurde vom 17. bis ins 19. Jahrhundert genutzt). Heute ist der ummauerte und verschlossene Friedhof Hiltrops Kamp mit rund 150 bis 155 Grabsteinen inmitten neuerer Wohnbebauung erhalten. Seit 1989 steht er unter Denkmalschutz.